# مایک فلتر
مایک فلتر (انگلیسی: Mike Flater؛ زادهٔ ۲۲ ژانویهٔ ۱۹۵۰) بازیکن فوتبال اهل ایالات متحده آمریکا بود.
وی به‌همراه تیم ملی فوتبال ایالات متحده آمریکا در بازی‌های المپیک تابستانی ۱۹۷۲ شرکت کرده‌است.